# Авор
Аво́р (фр. Avord) — коммуна во Франции, находится в регионе Центр. Департамент — Шер. Входит в состав кантона Божи. Округ коммуны — Бурж.
Код INSEE коммуны — 18018.
Коммуна расположена приблизительно в 210 км к югу от Парижа, в 115 км юго-восточнее Орлеана, в 21 км к востоку от Буржа.
На территории коммуны расположена авиабаза Авор, вторая по величине база Военно-воздушных сил Франции.

## Население
Население коммуны на 2008 год составляло 2628 человек.
| 1962 | 1968 | 1975 | 1982 | 1990 | 1999 | 2008 |
| ---- | ---- | ---- | ---- | ---- | ---- | ---- |
| 1908 | 2132 | 2350 | 2492 | 2079 | 2334 | 2628 |

## Экономика
В 2007 году среди 1821 человека в трудоспособном возрасте (15-64 лет) 1441 были экономически активными, 380 — неактивными (показатель активности — 79,1 %, в 1999 году было 71,0 %). Из 1441 активных работали 1321 человек (876 мужчин и 445 женщин), безработных было 120 (45 мужчин и 75 женщин). Среди 380 неактивных 117 человек были учениками или студентами, 77 — пенсионерами, 186 были неактивными по другим причинам.

## Достопримечательности
- Церковь Сент-Юг (XII век). Исторический памятник с 1911 года[3]
  - Бронзовый колокол (1530 год). Исторический памятник с 1943 года[4]

## Города-побратимы
- Айндлинг (Германия, с 1977)[5]
- Бовешен (Бельгия)

## Фотогалерея
- Карта коммуны